# Integrerad mätning
Integrerad mätning innebär att olika mätinstrument kombineras vid geodetisk mätning. Ett klassiskt exempel är kombinationen av totalstation och RTK, men även andra kombinationer kan förekomma. Integrerad mätning förutsätter att kontrollenheten kan hantera de olika mätinstrumenten som används i mätningen.